# Jermaine Lewis
Pour les articles homonymes, voir Lewis.
(en) Statistiques sur pro-football-reference
Jermaine Lewis, né le 16 octobre 1974 à Lanham dans le Maryland, est un joueur de football américain évoluant au poste de wide receiver en National Football League. Il a joué pour les Ravens de Baltimore, les Texans de Houston et les Jaguars de Jacksonville. Sélectionné en 153e position par les Ravens lors de la draft 1996 de la NFL, il s'impose comme le spécialiste des retours de coups de pied pour les Ravens jusqu'au sacre lors du Super Bowl XXXV. Sélectionné à deux reprises au Pro Bowl en 1998 et 2001, il détient plusieurs records de franchise en retours de coups de pied. Sélectionné par les Texans lors de la draft d'expansion 2002 de la NFL, il est libéré après une seule saison.